# Иво Ангелов
Иво Серафимов Ангелов (15 октомври 1984, Перник) е български борец по класическа борба. През 2011 г. Ангелов печели бронзов медал от световното първенство по борба в Истанбул, Турция, и сребърен от европейското първенство по борба в Дортмунд, Германия.
Ангелов участва на летните олимпийски игри през 2012 г. в Лондон, където се състезава в категория до 60 килограма. През 2013 г. печели европейската титла в Тбилиси, Грузия и световната титла в Будапеща, Унгария в кат. до 60 кг. Избран за най-добър борец в света през 2013 г. в категория до 60 кг. Избран е и за спортист на годината на България през 2013 г.
През 2017 година печели сребърен медал на Eвропейското първенство в Нови Сад, Сърбия.
. Иво Ангелов висок 170см тегло 64кг